# Olof Barve
Olof Barve, född 19 februari 1930 i Stockholm, död 2014 i Visby, var en svensk silversmed.
Barve studerade vid Konstfackskolan i Stockholm där han utexaminerades 1956 och drev därefter egen verksamhet som formgivare och silversmed tillsammans med Ibe Dahlquist. Barve är representerad vid bland annat Nationalmuseum och Dalarnas museum.